# Лототрон
Лототрон — автоматическое устройство с системой перемешивания, выдающее пронумерованные шары в приемный лоток. Используется при проведении лотерейных розыгрышей.

## Виды лототронов

### Лототроны на силе тяжести
В лототронах этого типа используются жесткие резиновые шары. Перемешиваются шары благодаря движущимся в противоположных направлениях лопаткам. Лототрон выдает по одному шару. Светочувствительный датчик фиксирует скатывание шара и не дает лишним шарам выпасть во время лотереи.

### Лототроны на воздушном потоке
Для перемешивания шаров в таких устройствах используется поток воздуха. При проведении розыгрышей применяются специальные легкие шары. Они обязательно загружаются в лототрон только в специальных перчатках, чтобы не нарушить их вес. 

## Правила проверки лототронов
В 1980 году для зарубежных[где?] лотерей были введены новые правила проверки лототронов:
- Лототрон, который используется для проведения розыгрышей, должен иметь соответствующий сертификат.
- До начала лотереи всё оборудование должно находиться в закрытом помещении.
- После каждого розыгрыша шары обязательно взвешиваются во избежание их подмены.
- В Нью-Йорке при проведении лотерей используется два одинаковых набора шаров. Игрокам перед началом тиража обязательно демонстрируют один из наборов.
- В Орегоне за проведением лотерейного розыгрыша следит полиция.

Согласно Федеральному закону «О лотереях» в России предъявляются следующие требованию к лотерейному оборудованию, в том числе и к лототронам:
- Технические характеристики лототрона должны обеспечивать случайность распределения выигрышей при розыгрыше призового фонда тиражных лотерей.
- Лототрону не должны предоставляться скрытые (недекларированные) возможности, и в нем не должны содержаться информационные массивы, узлы или агрегаты, недоступные для осуществления экспертизы.
- В лототроне не должны использоваться процедуры, реализующие алгоритмы, которые позволяли бы предопределять результат розыгрыша призового фонда до начала такого розыгрыша.